# Piotr Filas
Piotr Filas (ur. 16 czerwca 1970 w Rabce) – katolicki prezbiter, salwatorianin, w latach 2009-2018 prowincjał Polskiej Prowincji Salwatorianów.
Do zakonu wstąpił w 1990, śluby wieczyste złożył 8 września 1994, Święcenia kapłańskie przyjął 25 maja 1996. W latach 1996–1998 był wikarym w Trzebnicy. Odbył studia specjalistyczne z zakresu teologii moralnej w Katolickim Uniwersytecie Lubelskim. Od 2002 do 2006 pełnił posługę w Wyższym Seminarium Duchownym Salwatorianów w Bagnie. Od 7 marca 2009 do 23 lutego 2018 pełnił stanowisko Prowincjała Polskiej Prowincji Salwatorianów. Jego następcą został ks. Józef Figiel SDS.